# Finale de la Coupe des clubs champions européens 1987-1988
La finale de la Coupe des clubs champions européens 1987-1988 voit le PSV Eindhoven remporter sa première C1, en s'imposant aux tirs au but contre le Benfica Lisbonne. C'est une rencontre pauvre en spectacle et en intensité, elle sera considérée comme l'une des plus ennuyeuses de l'histoire de la compétition. À noter que le joueur du PSV Søren Lerby fera un doigt d'honneur à l'arbitre Luigi Agnolin.
Le gardien de la formation néerlandaise Hans van Breukelen racontera dans une interview à L'UEFA qu'il a réussi à stopper le tir de Veloso pendant la séance des tirs au but grâce à Jan Reker (en) ancien entraineur du PSV qui avait pour habitude d'étudier les pénaltys et le côté que préférait utiliser les joueurs pour tirer. Il avait noté que Veloso avait tiré un pénalty durant un tournoi amical, le portier néerlandais avait pour habitude d'appeler Reker pour qu'il lui donne des informations sur les joueurs des équipes adverses et le côté qu'ils préféraient choisir pour une séance de tirs au but, Reker avait noté le côté préféré de Veloso, le portier néerlandais plongea selon les notes prises par Reker et put ainsi stopper le tir et permettre à son équipe de remporter le trophée.

## Parcours des finalistes
Note : dans les résultats ci-dessous, le score du finaliste est toujours donné en premier (D : domicile ; E : extérieur).
| PSV Eindhoven         | PSV Eindhoven | PSV Eindhoven | PSV Eindhoven |                     | Benfica Lisbonne | Benfica Lisbonne | Benfica Lisbonne | Benfica Lisbonne |
| --------------------- | ------------- | ------------- | ------------- | ------------------- | ---------------- | ---------------- | ---------------- | ---------------- |
| Adversaire            | Total         | Aller         | Retour        | Tour                | Adversaire       | Total            | Aller            | Retour           |
| Galatasaray           | 3 - 2         | 3 - 0 (D)     | 0 - 2 (E)     | Seizièmes de finale | Partizani Tirana | 4 - 0            | 4 - 0 (D)        | -                |
| Rapid Vienne          | 4 - 1         | 2 - 1 (E)     | 2 - 0 (D)     | Huitièmes de finale | AGF Århus        | 1 - 0            | 0 - 0 (E)        | 1 - 0 (D)        |
| Girondins de Bordeaux | 1E - 1        | 1 - 1 (E)     | 0 - 0 (D)     | Quarts de finale    | RSC Anderlecht   | 2 - 1            | 2 - 0 (D)        | 0 - 1 (E)        |
| Real Madrid           | 1E - 1        | 1 - 1 (E)     | 0 - 0 (D)     | Demi-finales        | Steaua Bucarest  | 2 - 0            | 0 - 0 (E)        | 2 - 0 (D)        |

## Feuille de match
| ·             |                      |        |
| Titulaires :  |                      |        |
|               |                      |        |
| 1             | Hans van Breukelen   |        |
| 2             | Eric Gerets          |        |
| 3             | Ivan Nielsen         |        |
| 4             | Ronald Koeman        |        |
| 5             | Jan Heintze          |        |
| 10            | Søren Lerby          |        |
| 6             | Berry van Aerle      |        |
| 8             | Gerald Vanenburg     |        |
| 7             | Edward Linskens      |        |
| 9             | Wim Kieft            |        |
| 11            | Hans Gillhaus        | 105+2e |
|               |                      |        |
| Remplaçants : |                      |        |
| 12            | Adick Koot           |        |
| 13            | Eric Viscaal         |        |
| 14            | Anton Janssen        | 105+2e |
| 15            | Willy van de Kerkhof |        |
| 16            | Patrick Lodewijks    |        |
|               |                      |        |
| Entraîneur :  |                      |        |
| Guus Hiddink  |                      |        |

| ·             |                  |      |
| Titulaires :  |                  |      |
|               |                  |      |
| 1             | Silvino          |      |
| 2             | António Veloso   |      |
| 3             | Dito             |      |
| 4             | Álvaro Magalhães |      |
| 5             | Carlos Mozer     |      |
| 6             | Elzo             |      |
| 7             | Chiquinho Carlos |      |
| 8             | António Pacheco  |      |
| 11            | Rui Águas        | 56e  |
| 10            | Shéu             |      |
| 9             | Mats Magnusson   | 112e |
|               |                  |      |
| Remplaçants : |                  |      |
| 12            | Manuel Bento     |      |
| 13            | Samuel           |      |
| 14            | Adelino Nunes    |      |
| 15            | Hajry            | 112e |
| 16            | Wando            | 56e  |
|               |                  |      |
| Entraîneur :  |                  |      |
| Toni          |                  |      |

| ·             |                      |        |
| Titulaires :  |                      |        |
|               |                      |        |
| 1             | Hans van Breukelen   |        |
| 2             | Eric Gerets          |        |
| 3             | Ivan Nielsen         |        |
| 4             | Ronald Koeman        |        |
| 5             | Jan Heintze          |        |
| 10            | Søren Lerby          |        |
| 6             | Berry van Aerle      |        |
| 8             | Gerald Vanenburg     |        |
| 7             | Edward Linskens      |        |
| 9             | Wim Kieft            |        |
| 11            | Hans Gillhaus        | 105+2e |
|               |                      |        |
| Remplaçants : |                      |        |
| 12            | Adick Koot           |        |
| 13            | Eric Viscaal         |        |
| 14            | Anton Janssen        | 105+2e |
| 15            | Willy van de Kerkhof |        |
| 16            | Patrick Lodewijks    |        |
|               |                      |        |
| Entraîneur :  |                      |        |
| Guus Hiddink  |                      |        |

| ·             |                  |      |
| Titulaires :  |                  |      |
|               |                  |      |
| 1             | Silvino          |      |
| 2             | António Veloso   |      |
| 3             | Dito             |      |
| 4             | Álvaro Magalhães |      |
| 5             | Carlos Mozer     |      |
| 6             | Elzo             |      |
| 7             | Chiquinho Carlos |      |
| 8             | António Pacheco  |      |
| 11            | Rui Águas        | 56e  |
| 10            | Shéu             |      |
| 9             | Mats Magnusson   | 112e |
|               |                  |      |
| Remplaçants : |                  |      |
| 12            | Manuel Bento     |      |
| 13            | Samuel           |      |
| 14            | Adelino Nunes    |      |
| 15            | Hajry            | 112e |
| 16            | Wando            | 56e  |
|               |                  |      |
| Entraîneur :  |                  |      |
| Toni          |                  |      |